# Ilulissat
Ilulissat (dánsky Jacobshavn nebo Jakobshavn, znamená Jakobův přístav, zastarale Iluligssat) je třetí největší město Grónska, ve kterém žije 4603 obyvatel. Bylo založeno v roce 1741 Jakubem Severinem, potomkem českých vystěhovalců a vyrostlo na původně inuitské vesnici. Ilulissat je třetí největší město v Grónsku a bývá často navštěvováno turisty. Místní ledovcový fjord je od roku 2004 součástí světového dědictví. Do roku 2018 bylo město hlavním městem bývalého kraje Qaasuitsup, od roku 2018 je hlavním městem kraje Avannaata.

## Významní lidé
- Knud Rasmussen (1879–1933) – grónský polárník a antropolog